# Soucouyant
El soucouyant  es una criatura mítica del folclore del Caribe, más específicamente de Santa Lucia, Trinidad y Tobago y Guadalupe. 

## La leyenda
Es descrito como un ser maligno que vive de día como una mujer solitaria (generalmente anciana) en alguna aldea. Por la noche, sin embargo, se dice que ella se despojaría de su piel arrugada, la pone en un mortero, y luego de este ritual, tendría la capacidad de volar en la forma de una bola de fuego en la oscuridad, en busca de una víctima, equivalente a una bruja vampírica. Posteriormente, la Soucouyant debe regresar a su piel por la mañana, de lo contrario no será capaz de volver a ella. 
En la forma de una bola de fuego, la soucouyant entraría en las casas de sus víctimas a través del ojo de la cerradura o de cualquier grieta o hendidura. Si la soucouyant extrae demasiada sangre de su víctima, se cree que la víctima morirá y se convertirá en un soucouyant, pues al perecer por completo, deja a su asesino para asumir su piel. 
Con el fin de destruir al soucouyant, se dice que se debe colocar sal gruesa en el mortero que contiene la piel de la soucouyant; ya que se quemaría a muerte una vez que se intentara poner de nuevo su piel. Igualmente se dice que la Soucouyant puede ser detenida por la dispersión de granos de arroz o cereal en la parte delantera de la puerta, ya que se verá obligada a detenerse y contar todos los granos. Si hay una cantidad lo suficientemente grande de granos, puede ser sorprendida por el amanecer y así ser destruida.
La soucouyant realizaría la maligna transformación a través de prácticas de brujería, el vudú y la magia negra. La creencia en soucoyants aún se conserva, en cierta medida, en Saint Lucia, Trinidad, Surinam, Guyana, Dominica y Haití. Por ello, debido a sus características malignas es considerado un tipo de Jumbee (criatura maligna del Caribe).